# طواف إيطاليا 1932
طواف إيطاليا 1932 (بالإنجليزية: 1932 Giro d'Italia)‏ هو سباق دراجات هوائية، وهو الموسم رقم 20 من السباق، وأقيم خلال الفترة 14 مايو 1932، وحتى 5 يونيو 1932، وامتدّ لمسافة 3235 كيلومتر، وهو من نوع سباق المرحلة، وقد شارك في السباق 109 متسابقاً ووصل إلى نهايته 66 متسابقاً.
فاز فيه بالمركز الأول أنطونيو بسنتي، وبالمركز الثاني Jef Demuysere ‏، وبالمركز الثالث ريمو برتوني، والفريق الفائز في ترتيب الفرق Legnano.

## المراحل
| قائمة المراحل | قائمة المراحل | قائمة المراحل     | قائمة المراحل | قائمة المراحل | قائمة المراحل    | قائمة المراحل |
| المرحلة       | التاريخ       | الدورة            |               | المسافة (كم)  | الفائز بالمرحلة  | القائد العام  |
| ------------- | ------------- | ----------------- | ------------- | ------------- | ---------------- | ------------- |
| 1             | 14 مايو       | ميلانو – فيتشنزا  | مرحلة مستوية  | 207           | لياركو غيرا      | لياركو غيرا   |
| 9             | 28 مايو       | نابولي – روما     | مرحلة مستوية  | 265           | لياركو غيرا      | أنطونيو بسنتي |
| 8             | 26 مايو       | فودجا – نابولي    | مرحلة مستوية  | 217           | لياركو غيرا      | أنطونيو بسنتي |
| 10            | 30 مايو       | روما – فلورنسا    | مرحلة جبلية   | 321           | Ettore Meini ‏    | أنطونيو بسنتي |
| 11            | 1 يونيو       | فلورنسا – جنوة    | مرحلة جبلية   | 276           | ريمو برتوني      | أنطونيو بسنتي |
| 12            | 3 يونيو       | جنوة – تورينو     | مرحلة جبلية   | 267           | Ettore Meini ‏    | أنطونيو بسنتي |
| 7             | 24 مايو       | لانتشانو – فودجا  | مرحلة مستوية  | 280           | أنطونيو بسنتي    | أنطونيو بسنتي |
| 5             | 20 مايو       | ريميني – تيرامو   | مرحلة جبلية   | 286           | رافاييل دي باكو  | Hermann Buse ‏ |
| 2             | 15 مايو       | فيتشنزا – أوديني  | مرحلة مستوية  | 183           | Hermann Buse ‏    | Hermann Buse ‏ |
| 6             | 22 مايو       | تيرامو – لانتشانو | مرحلة جبلية   | 220           | لياركو غيرا      | Hermann Buse ‏ |
| 3             | 17 مايو       | أوديني – فيرارا   | مرحلة مستوية  | 225           | Fabio Battesini ‏ | Hermann Buse ‏ |
| 4             | 18 مايو       | فيرارا – ريميني   | مرحلة جبلية   | 215           | لياركو غيرا      | Hermann Buse ‏ |
| 13            | 5 يونيو       | تورينو – ميلانو   | مرحلة جبلية   | 271           | لياركو غيرا      | أنطونيو بسنتي |

## الفائزون
| الترتيب | الفائز             |
| ------- | ------------------ |
| الفائز  | أنطونيو بسنتي      |
| الثاني  | Jef Demuysere ‏     |
| الثالث  | ريمو برتوني        |
| الفريق  | Legnano-Hutchinson |